# Burg Schlossberg (Uttenweiler)
Die Burg, deren Name urkundlich nicht überliefert ist und nach der Flur Burg Schlossberg (oder auch Dobelburg) bezeichnet wird, ist eine abgegangene Burg sechs Kilometer nordwestlich der Gemeinde Uttenweiler im Landkreis Biberach in Baden-Württemberg. Von der ehemaligen Burganlage ist nichts erhalten. Sie liegt nahe der Schweden- bzw. Dobellöcher.
Der Burghügel ragt noch bis zu 15 m hoch aus dem Burggraben her auf. Er zeigt einen ovalen Grundriss mit einer Länge von ca. 18 m und einer Breite von etwa 10 m. Eine Annahme als Fliehburg – die meist als Wallburg angelegt war, und wie sie auf den Webseiten der Gemeinde Uttenweiler beschrieben wird, passt nicht zu einem Habitus als kleine Motte, der sie in ihren Abmessungen entspricht.